# Sfânta Cecilia
Sfânta Cecilia (n. 180 d.Hr., Roma, Imperiul Roman – d. 22 noiembrie 230 d.Hr., Roma, Imperiul Roman) este venerată ca martiră creștină din Roma. Pe locul casei ei, conform tradiției, a fost construită biserica Santa Cecilia in Trastevere, unul din cele mai vechi lăcașe creștine. Sfânta Cecilia este patroana muzicienilor.
În anul 1585 papa Sixt al V-lea a întemeiat Academia Santa Cecilia din Roma, cea mai veche instituție de învățământ superior muzical din lume.

## Omagii muzicale
- Georg Friedrich Händel, Ode for St. Cecilia's Day (Handel)⁠(en)[traduceți] (1739)
- Charles Gounod, Messe solennelle en l’honneur de Sainte-Cécile (1855)

## Nume monahale
- Sora Cecilia Maniu (1876-1956)

## Galerie de imagini

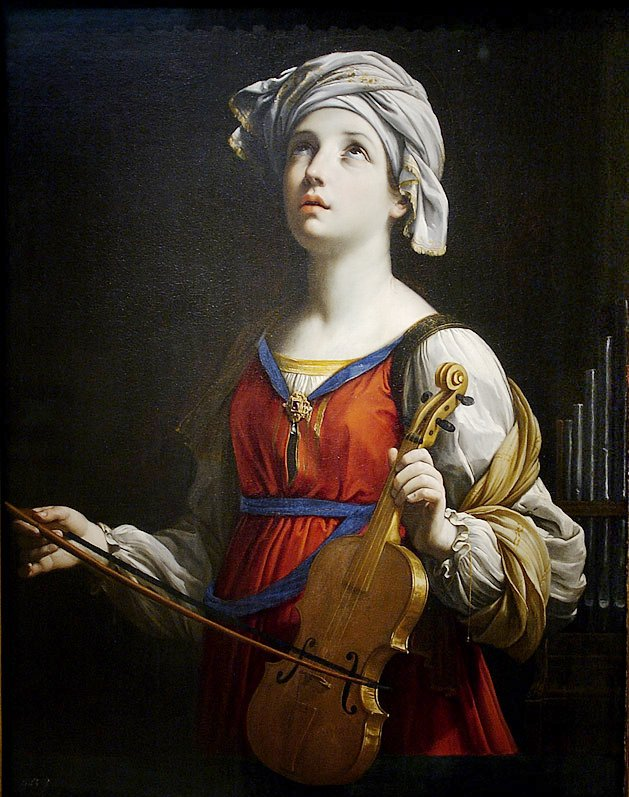
Sfânta Cecilia, tablou de Guido Reni (1606)